# فورودونو، فوکوشیما
فورودونو، فوکوشیما (به لاتین: Furudono, Fukushima) یک منطقهٔ مسکونی در ژاپن است که در استان فوکوشیما واقع شده‌است. فورودونو ۱۶۳٫۴۷ کیلومترمربع مساحت و ۵٬۵۵۷ نفر جمعیت دارد.